# Красноселье (Удомельский район)
Красноселье — деревня в Удомельском городском округе Тверской области.

## География
Деревня находится в северной части Тверской области на расстоянии приблизительно 25 км на запад по прямой от железнодорожного вокзала города Удомля.

## История
Впервые упоминается в 1859 году, когда она принадлежала помещику Хвостову. Дворов (хозяйств) было учтено14 (1859 год), 23(1886), 20 (1911), 20 (1958), 12 (1986), 7 (1999). До 2015 года входила в состав Мстинского сельского поселения до упразднения последнего. С 2015 года в составе Удомельского городского округа.

## Население
Численность населения: 97 (1859 год), 118 (1886), 136(1911), 47 (1958), 25(1986), 10 (1999), 8 (русские 100 %) в 2002 году, 1 в 2010.